# Enseada Kozma

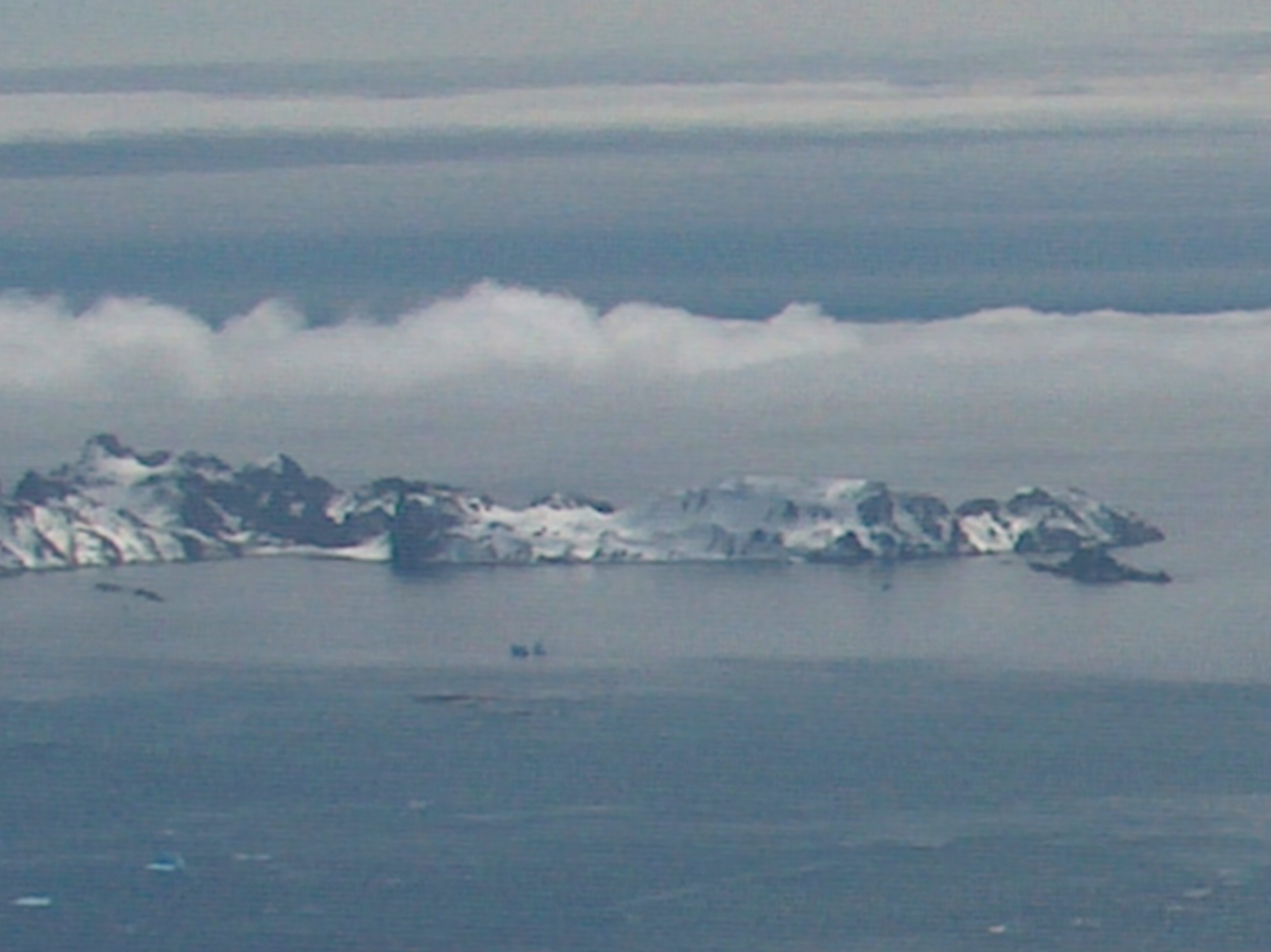
A Enseada Kozma, em 2004

A Enseada Kozma é uma enseada de 1,8 km de largura, que forma um V, a enseada está localizada na Ilha Desolation.

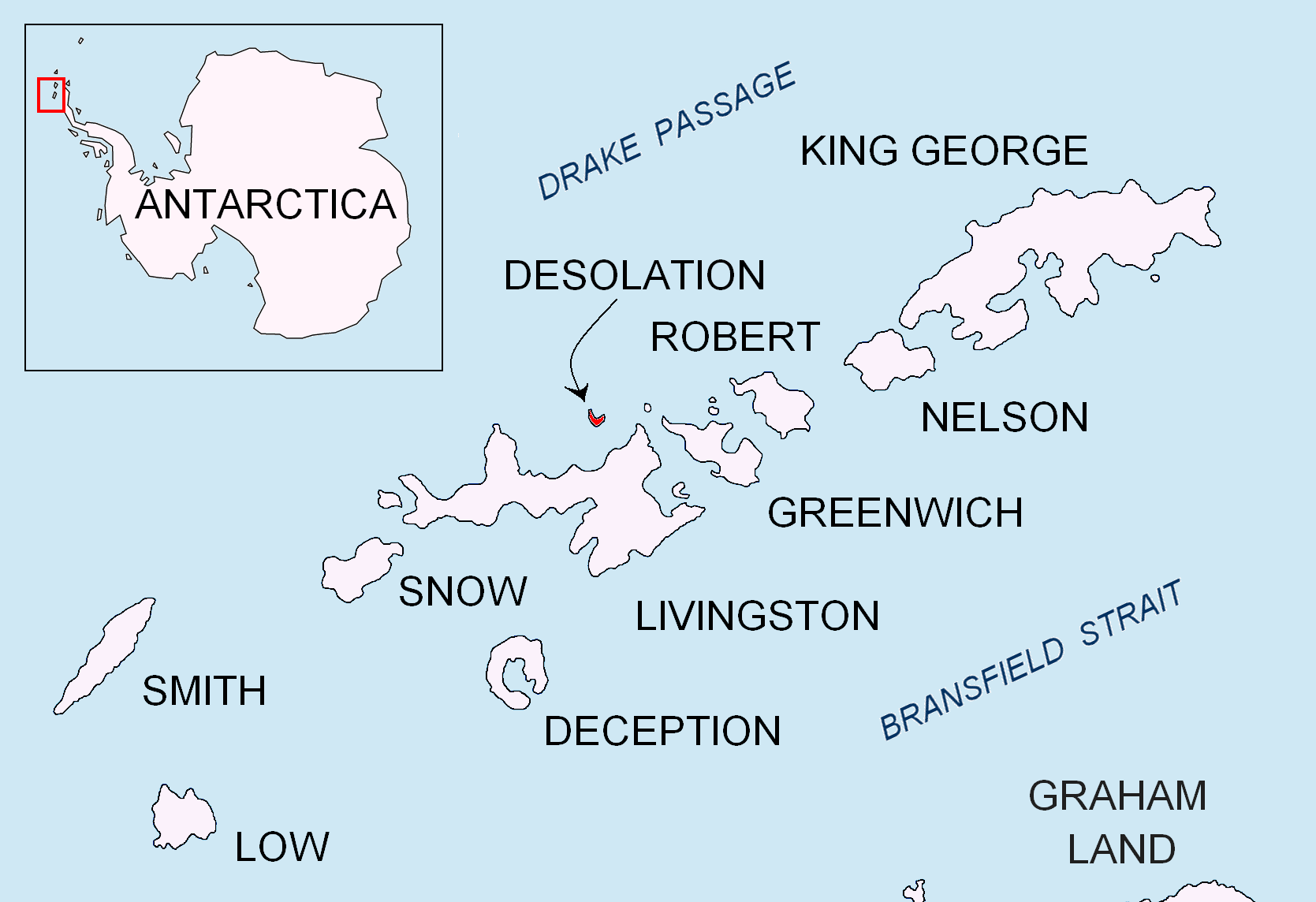
Localização da Ilha da Desolação nas Ilhas Shetland do Sul..

### Mapas
- L.L. Ivanov et al. Antarctica: Livingston Island and Greenwich Island, South Shetland Islands. Scale 1:100000 topographic map. Sofia: Antarctic Place-names Commission of Bulgaria, 2005.
- L.L. Ivanov. Antarctica: Livingston Island and Greenwich, Robert, Snow and Smith Islands. Scale 1:120000 topographic map.  Troyan: Manfred Wörner Foundation, 2009.  ISBN 978-954-92032-6-4